# Esteban Ponce de León
Fray Esteban Ponce de León (¿?, c. 1692 - Cuzco, 175?) fue un compositor y monje peruano, maestro de capilla de la Catedral del Cuzco.

## Biografía
Escasos datos se conocen sobre la vida de Fray Esteban Ponce de León, el monje agustino que firma algunas de sus obras con el título de «Lector Jubilado». 
El 20 de julio de 1713 la Orden de San Agustín celebró un Capítulo Provincial en Lima, al cual concurrieron representantes del Cuzco y de varias otras provincias que la Orden mantenía en Chuquisaca, Trujillo, Potosí, La Paz, Cochabamba, Oruro, Copacabana y Cañete. De los trece cargos destinados a la Casa del Cuzco, que estaba a cargo del Prior P. Juan Crisóstomo Roldan, el último de ellos fue para Fray Stephanum Ponce de León. Cuatro años transcurrieron hasta el próximo Capítulo celebrado el 20 de julio de 1717, donde figura décimo en la lista de trece cargos ejerciendo la función de “In Lectorem Theologiae Moralis: P. L. Fr. Estephanum Ponze de Leon”. Si se considera que para llegar a ser profesor de Teología Moral un candidato debía haber finalizado la carrera sacerdotal, Ponce de León tendría unos veinticinco años en 1717 y, por lo tanto, puede haber nacido hacia 1692. 
En 1721 todavía conservaba su cargo, esta vez octavo entre once puestos, hasta que, pasados otros cuatro años, en 1725, su nombre desaparece de las actas quedando sólo el de sus hermanos Paulo, Prior de Lima ese año y Provincial General de la Orden de 1746 a 1750, y Juan José Ponce de León, Provincial desde 1738 a 1742 y Doctor en Teología en la Real Universidad de San Marcos.
El nombre de Fray Esteban reaparece en Cuzco recién el año 1738, esta vez como compositor de música religiosa y dramática y, más tarde, como maestro de capilla de la Catedral.
En sólo las dos obras dramáticas de 1750 se menciona a este compositor como «Lector Jubilado» y como maestro de capilla de la Catedral de Cuzco, por lo que se cree que Fray Esteban pudo haber jubilado ese mismo año, luego de más de treinta años de trabajo docente, para ser nombrado de inmediato en el puesto de maestro de capilla.

## Obras
Las obras qué llevan su nombre y que se conservan en el archivo del Seminario de San Antonio Abad, en el Cuzco, son las siguientes:
- Laúdate Dominum omnes gentes (1738), para tres coros y bajo continuo.
- Dixit Dominus, para tres coros y bajo continuo
- Lamentación tercera del Jueves Sto. (1749), a dúo y bajo continuo
- Música de la Loa (1750), a tres coros y bajo continuo
- Música de la Comedia de S. Eustachio (1750) Para dos coros y bajo continuo
- Dixit Dominus de (1741)
- Dixit Dominus de (1742)
- Música incidental para Antíoco y Seleuco (que se representó el 30 de noviembre de 1743 en honor del nuevo Obispo del Cuzco, Pedro Morcillo Rubio de Auñón)
- Lamentación tercera del Jueves Sto, (1746)
- Venid, venid Deydades, Opera-Serenata (interpretada en 1749 en honor del nuevo Obispo del Paraguay, Fernando Pérez de Oblitas)